# Grudziądz Rządz
Grudziądz Rządz – przystanek osobowy w Grudziądzu w województwie kujawsko-pomorskim w Polsce uruchomiony 1 września 2024.

## Połączenia
- Brodnica
- Bydgoszcz Główna
- Chełmża
- Czersk (połączenie sezonowe)
- Grudziądz
- Toruń Główny